# Goring-on-Thames
Goring-on-Thames lub Goring – wieś i civil parish w Anglii, w hrabstwie Oxfordshire, w dystrykcie South Oxfordshire. Leży 27 km na południe od Oksfordu i 70 km na zachód od Londynu. W 2011 roku civil parish liczyła 3187 mieszkańców. Goring jest wspomniana w Domesday Book (1086) jako Garinges. W tej miejscowości mieszkał i zmarł brytyjski piosenkarz George Michael.